# Stoliczia leoi
Stoliczia leoi is een krabbensoort uit de familie van de Potamidae. De wetenschappelijke naam van de soort is voor het eerst geldig gepubliceerd in 1985 door Ng & Yang.